# Batalha de El Caney
A Batalha de El Caney foi travada em 1º de julho de 1898, durante a Guerra Hispano-Americana, no sudeste de Cuba.

## Antecedentes
Em El Caney, Cuba, 514 soldados regulares espanhóis, juntamente com cerca de 100 legalistas espanhóis armados sob o comando do general Joaquín Vara del Rey y Rubio foram instruídos a manter o flanco noroeste de Santiago contra os americanos da 2° Divisão comandada pelo brigadeiro-general Henry Ware Lawton.

## Batalha
Embora os defensores espanhóis não tinham metralhadoras, eles estavam bem equipados com modernos rifles de pólvora sem fumaça e uma bateria de duas culatras de carregamento, modernos morteiros de montanha 80 mm (Cañón de 8 cm Plasencia Modelo 1874, projetado pelo Coronel Plasencia do exército espanhol) que também utilizou munição sem fumaça. A infantaria regular espanhola estava armado com rifles M1893 7mm Mauser, enquanto os legalistas foram equipados com rifles de tiro único Remington Rolling Block .43 (também usando pólvora sem fumaça). Negando reforços prometidos de Santiago, Vara de Rey e suas forças avistaram mais de 6.000 americanos a partir de sua posição para cerca de 12 horas antes de se retirar, impedindo os homens do general Lawton de reforçar o ataque dos Estados Unidos em San Juan Hill.
Algumas das forças americanas eram prejudicados por seus equipamentos; no caso da 2º Massachusetts, os homens foram equipados com antiquados rifles de pólvora negra de tiro único .45-70 Springfield. De acordo com Frederick E. Pierce, um soldado da 2º Massachusetts, os americanos "...receberam como uma chuva de balas que parecia ao mesmo tempo, como se a companhia devese ser apagada da existência." Devido a esta luta desigual, a 2° Massachusetts mais tarde foi retirada da linha e substituída por tropas armadas com armas mais modernas.

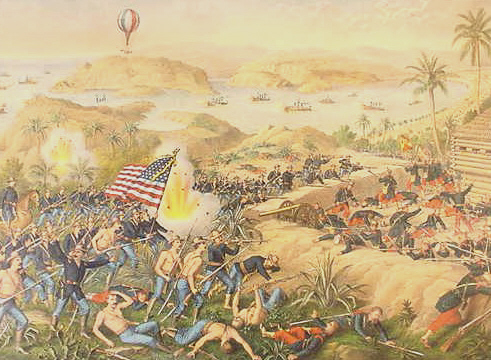
Captura de El Caney, litografia contemporânea das gráficas Kurz e Allison, 1898.

As forças americanas também não tinham apoio de fogo eficaz, já que a única Gatling tinha sido enviada para apoiar as tropas atacando San Juan heights. Apoio de artilharia do general Lawton consistia em uma única bateria de quatro canhões de 80 mm Modelo 1885 usando munição de pólvora negra. O intervalo de carregamento relativamente curto da bateria americana juntamente com a nuvem de fumaça negra assinatura gerada com cada disparo forçado os grupos suportar uma saraivada de tiros de rifle Mauser dos defensores espanhóis. Decisão inicial do general Lawton para mudar continuamente o fogo da bateria para alvos múltiplos resultou em um efeito mínimo sobre os pontos fortes dos espanhóis. Ataques contínuos cobrou um pesado tributo dos atacantes. Durante os combates, general Vara del Rey foi morto, mas a resistência espanhola continuou.
Depois de uma repulsa inicial, Lawton ordenou a sua bateria de quatro canhões, comandada pelo capitão Allyn Capron, concentrar fogo em El Viso ponto forte das defesas espanholas. Canhões de Capron infringiu com sucesso as paredes ponto forte em uma faixa de 900 metros. Um ataque foi então lançado por dois regimentos de infantaria dos Estados Unidos, a 12° e 25°, e depois de um sangrento tiroteio, El Viso foi capturado. T. C. Butler, companhia H, 25º Infantaria foi o primeiro homem a entrar na fortificação em El Caney. Uma vez que El Viso foi tomado, a bateria dos Estados Unidos reduziu cada ponto forte espanhol, por sua vez. O combate terminou cerca de 17h:00 com a retirada das tropas espanholas.

## Consequências

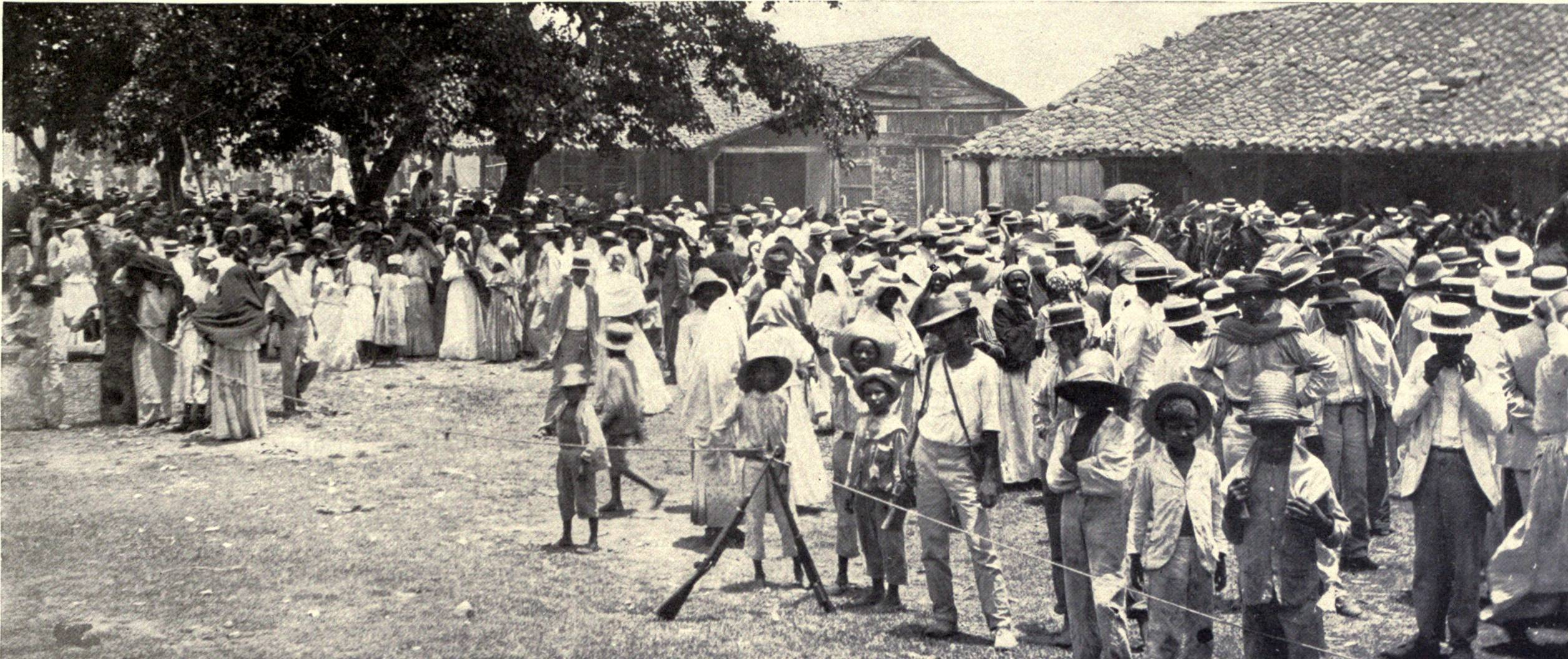
Refugiados em El Caney aguardando distribuição de alimentos pela Cruz Vermelha, 1898.

Embora, eventualmente, bem sucedido, o ataque às fortificações de El Caney provou ser de pouco valor real. O ataque em dois pontos fortemente defendidos, tanto El Caney e San Juan diluiu a resistência das forças americanas, resultando em atrasos e baixas adicionais.
Os americanos perderam 81 mortos e 360 feridos, embora outras fontes dizem que podem ter caído para 1.500 soldados, com perdas rebeldes cubanas estimadas em cerca de 150 mortos e feridos. O número de mortos e feridos do lado espanhol não se sabe com certeza, já que muitos dos defensores que sobreviveram à batalha de El Caney mais tarde foram mortos, feridos ou capturados em uma tentativa frustrada para recapturar as trincheiras espanholas no Kettle Hill. Um dos feridos espanhol era o coronel Salvador Diaz Ordóñez, que comandou a artilharia espanhola e foi o designer dos canhões Ordóñez que os espanhóis usaram como artilharia de costa em Cuba.
Aproximadamente 400 - 600 defensores espanhóis recuaram de El Caney mais tarde participaram de um contra-ataque às pressas organizada contra soldados os Estados Unidos da 3° Cavalaria e a 1° Infantaria voluntária no topo de Kettle Hill. Depois de chegar a menos de 180 metros de Kettle Hill, eles foram levados sob o fogo cruzado a uma distância de 550 metros por uma única Gatling .30 no topo de San Juan Hill manejada pelo sargento Green do Destacamento Gatling. De acordo com os comandantes espanhóis capturados após a batalha, todos os 40 dos 600 que atacam as tropas espanholas foram mortos pela Gatling.